# Rhinolophus francisi
Rhinolophus francisi — вид рукокрилих родини Підковикові (Rhinolophidae).

## Етимологія
Вид названий на честь Чарльза М. Франциска, який протягом багатьох років, значною мірою сприяв таксономічному вивченню кажанів Південно-Східної Азії. Він також зібрав голотип цього виду зі штату Сабах, Малайзії, Борнео 1983 року.

## Морфологія
Середнього розміру, з довжиною голови й тіла 63,4 мм, довжина передпліччя між 52,9 і 54,7 мм, довжина хвоста між 30,91 і 38 мм, довжина ступні від 13,5 і 15,5 мм, довжина вух 23,81 і 27 мм і вага до 18 гр.
Шерсть довга, м'яка і пухнаста. Загальний колір тіла сіро-коричневий з основою білувато-коричневого волосся. Носовий лист темно-коричневого кольору. Крила темно-коричневі. Хвіст довгий і повністю включений у велику хвостову мембрану.

## Поширення
Цей вид відомий по єдиному екземплярі спійманому в провінції Ратчабурі в південно-центральному Таїланді й трьох інших захоплених на Борнео.

## Систематика
Були визнані два підвиди:
- R.f.francisi — Борнео
- R.f.thailandicus — Ратчабурі

## Звички
Ймовірно, знаходить притулок в дуплах дерев або ущелинах. Харчується комахами.